# Triquetrella tasmanica
Triquetrella tasmanica är en bladmossart som beskrevs av Granzow-de la Cerda 1989. Triquetrella tasmanica ingår i släktet Triquetrella och familjen Pottiaceae. Inga underarter finns listade i Catalogue of Life.